# Hysteria Project
Hysteria Project est un jeu vidéo d'aventure développé et édité par Bulkypix, sorti en 2009 sur iOS. Il ressort en 2010 sur PlayStation 3 et PlayStation Portable.
Il a pour suite Hysteria Project 2.

## Système de jeu
Le jeu se présente comme un film interactif à la première personne permettant à l'utilisateur de choisir entre différents chemins.

## Univers
Hysteria Project reprend les codes du survival horror. Le site 148apps.com compare le jeu à Phantasmagoria sorti en 1995 et aux films found footage comme Le Projet Blair Witch. IGN le rapproche du jeu Night Trap sorti sur Mega-CD en 1993.

## Réception

### Critique
- IGN : 7/10[3]
- Jeuxvideo.com : 9/20[4]
- Pocket Gamer : 5/10[5]
- Pocket Gamer France : 7,8/10[6].

### Prix
- Milthon 2009 du jeu révélation de l'année

### Classement App Store
| Pays     | Meilleur classement toutes applications confondues |
| -------- | -------------------------------------------------- |
| France   | 3                                                  |
| Belgique | 3                                                  |
| Russie   | 6                                                  |

## Postérité
Le jeu a connu une suite, Hysteria Project 2 en 2011.